# Arthur Baron
Arthur Baron (* 15. Mai 1874 in Wien; † 30. August 1944 auf Mauritius) war ein österreichischer Architekt.

## Leben
Arthur Baron entstammte einer jüdischen Familie, die kurz vor seiner Geburt aus Ungarn nach Wien zugezogen war. Er besuchte nach der Oberrealschule die Technische Hochschule und war dort Schüler von Karl König und Karl Mayreder. Er schloss sein Studium mit der sogenannten Strengen Prüfung, einer Frühform der Diplomprüfung, 1899 ab und erhielt das Gegha-Stipendium, das ihm einen längeren Auslandsaufenthalt ermöglichte.
Danach war Baron Assistent an der Lehrkanzel für Darstellende Geometrie der Technischen Hochschule, ab 1901 arbeitete er als selbständiger Architekt. Bis 1904 wirkte er zusammen mit Oskar Neumann. Sein Büro war bis zum Ersten Weltkrieg sehr gut ausgelastet, wobei er besonders Villen, Wohn- und Geschäftshäuser, aber auch einige Druckereien errichtete. Nicht selten war er auch Bauherr seiner eigenen Projekte. In seinem Atelier arbeitete auch Karl Limbach, der sich später selbständig machte. Als sich die Wirtschaftslage stark verschlechterte, zog er sich schon früh ins Privatleben zurück. Nach 1914 sind keine Bauten mehr von ihm nachweisbar. Baron ging eine Ehe mit der Malerin Kitty (Katharina) Kassowitz (1882–1952) ein, die kinderlos geblieben sein dürfte.
Ob schon in hohem Alter befindlich, musste Baron nach dem Anschluss Österreichs an das Deutsche Reich als Jude emigrieren. Er verließ Wien 1940 und war bis zu seinem Tod auf der Insel Mauritius interniert. Sein Grab befindet sich auf dem jüdischen Friedhof der Insel. Sein Bruder hatte in die USA flüchten können. Seine Frau kehrte 1948 nach Wien zurück.
Baron war ab 1903 Mitglied des Österreichischen Ingenieur- und Architekten-Vereins.

## Bedeutung
Arthur Baron begann als Schüler Karl Königs mit historistischen Gebäuden, ging dann dem Zeitgeschmack entsprechend zu einem von secessionistischen Formen geprägten Stil über. Charakteristisch für Baron ist sein Interesse an modernen Bautechniken und Materialien. Er verwendete bereits die Betonständerbauweise und setzte Glas und Metall ein. Seine funktionalistischen Tendenzen machen ihn zu einem wichtigen Vertreter der frühen Wiener Moderne.

## Werke
| Foto  |                 | Baujahr   | Name                                                               | Standort                                                  | Beschreibung                                                                     | Metadaten                                                                      |
| ----- | --------------- | --------- | ------------------------------------------------------------------ | --------------------------------------------------------- | -------------------------------------------------------------------------------- | ------------------------------------------------------------------------------ |
|       | Datei hochladen | 1900      | Sparkassengebäude in Frýdek                                        | Frýdek-Místek, Tschechien                                 | Wettbewerb, 1. Preis, mit Oskar Neumann                                          | P84(Architekt): P131(Ort):                                                     |
| ja    | Datei hochladen | um 1902   | Miethaus u. Hotel                                                  | Wien 4, Schikanedergasse 2–4/Margaretenstraße 24 Standort | mit Oskar Neumann                                                                | P84(Architekt): P131(Ort):Wieden Region-ISO:AT-9                               |
|       | Datei hochladen | um 1902   | Buchdruckerei Werthner                                             | Spengergasse 21, Wien 5 Standort                          | zerstört                                                                         | P84(Architekt): P131(Ort):                                                     |
| ja    | Datei hochladen | 1904      | Villa                                                              | Stadlergasse 13, Wien 13 Standort                         | mit Oskar Neumann                                                                | P84(Architekt):Arthur Baron, Oskar Neumann P131(Ort):Wien Region-ISO:AT-9      |
| ja    | Datei hochladen | 1905      | Miethaus                                                           | Hamerlingplatz 4, Wien 8 Standort                         |                                                                                  | P84(Architekt):Arthur Baron, Johann Kazda P131(Ort):Josefstadt Region-ISO:AT-9 |
| BW    | Datei hochladen | 1905      | Miethaus                                                           | Klesheimgasse 4/Kupkagasse 4, Wien 8 Standort             | Anmerkung: Doppelter Eintrag mit demselben Haus. Stilistisch eher 1905 als 1901. | P84(Architekt): P131(Ort):                                                     |
| ja    | Datei hochladen | 1906      | Miethaus                                                           | Florianigasse 55, Wien 8 Standort                         |                                                                                  | P84(Architekt): P131(Ort):                                                     |
| ja    | Datei hochladen | 1907      | Miethaus Stadtparkhof HERIS-ID: 11668 Objekt-ID: 7777              | Vordere Zollamtsstraße 11, Wien 3 Standort                |                                                                                  | P84(Architekt): P131(Ort):Landstraße Region-ISO:AT-9                           |
| ja    | Datei hochladen | 1909–1910 | Wohn- und Geschäftshaus Orendihof HERIS-ID: 33373 Objekt-ID: 30818 | Fleischmarkt 1, Wien 1 Standort                           | auch Residenzpalast                                                              | P84(Architekt): P131(Ort):Innere Stadt Region-ISO:AT-9                         |
| BW    | Datei hochladen | 1911      | Miethaus                                                           | Gredlerstraße 4, Wien 2 Standort                          |                                                                                  | P84(Architekt): P131(Ort):                                                     |
| ja    | Datei hochladen | 1911      | Miethaus                                                           | Invalidenstraße 5–7, Wien 3 Standort                      |                                                                                  | P84(Architekt): P131(Ort):                                                     |
| ja BW | Datei hochladen | 1911–1912 | Wohn- und Geschäftshaus                                            | Zollergasse 13, Wien 7 Standort                           |                                                                                  | P84(Architekt):Arthur Baron P131(Ort):Wien Region-ISO:AT-9                     |
| BW    | Datei hochladen | 1912      | Miethaus                                                           | Wien 6, Marchettigasse 14 Standort                        |                                                                                  | P84(Architekt):Arthur Baron P131(Ort):Wien Region-ISO:AT-9                     |
| ja    | Datei hochladen | 1912      | Miethaus HERIS-ID: 23229 Objekt-ID: 19579                          | Wien 4, Margaretenstraße 22 Standort                      |                                                                                  | P84(Architekt): P131(Ort):Wieden Region-ISO:AT-9                               |
| ja    | Datei hochladen | 1912      | Wäschegeschäft Herzfeld (Grillparzerhof)                           | Bauernmarkt 10, Wien 1 Standort                           |                                                                                  | P84(Architekt): P131(Ort):                                                     |
| ja    | Datei hochladen | 1912–1913 | Miethaus                                                           | Wien 4, Wiedner Hauptstraße 64 Standort                   |                                                                                  | P84(Architekt): P131(Ort):                                                     |
| ja BW | Datei hochladen | 1913      | Druckereigebäude Steyrermühl                                       | Wien 1, Fleischmarkt 3–5 Standort                         | → Hauptartikel : Steyrermühl-Konzern f1                                          | P84(Architekt): P131(Ort):                                                     |
|       | Datei hochladen | 1913–1914 | Villa                                                              | Sternwartestraße 61, Wien 18 Standort                     | zerstört                                                                         | P84(Architekt): P131(Ort):                                                     |
| ja    | Datei hochladen | 1914      | Miethausgruppe                                                     | Tiefendorfergasse 11–13, Wien 14 Standort                 |                                                                                  | P84(Architekt): P131(Ort):                                                     |
| BW    | Datei hochladen |           | Wäschegeschäft Herzfeld                                            | Wien 1, Kärntnerstraße 4 Standort                         |                                                                                  | P84(Architekt): P131(Ort):                                                     |
| ja    | Datei hochladen |           | Juweliergeschäft HERIS-ID: 75894 Objekt-ID: 89403                  | Graben 16, Wien 1 Standort                                | zerstört                                                                         | P84(Architekt): P131(Ort):Innere Stadt Region-ISO:AT-9                         |